# Cameron Grimes
 (août 2021).
Pour les articles homonymes, voir Caddell et Grimes.
Trevor Lee Caddell (né le 30 septembre 1993 à Cameron (Caroline du Nord)) est un catcheur (lutteur professionnel) américain.
Il se fait connaitre dans les fédérations de catch de Caroline du Nord puis à l'EVOLVE. Il travaille aussi sur la cote ouest à la Pro Wrestling Guerrilla (PWG) où avec Andrew Everett il remporte le tournoi DDT4 en 2015 ainsi que le championnat du monde par équipe de la PWG par la même occasion. Il rejoint la TNA à l'été 2015 où il détient brièvement le titre de champion du monde par équipe de la TNA avec Brian Myers. Après avoir débuté à la wwe du côté de NXT, Il est amené à rejoindre le Roster Principal du côté de Smackdown. Après un premier match remporté en quelques secondes contre Baron Corbin, il a effectué quelques match mais rien de bien notable.

## Carrière de catcheur

### Débuts et circuit indépendant (2009-2019)
Lee commence sa carrière en Caroline du Nord à la Carolina Wrestling Federation Mid-Atlantic (CWF Mid-Atlantic) le 21 novembre 2009 où il participe à un match par équipe à élimination où il est le second éliminé.
Le 19 mars 2010, il devient champion Rising Generation League de la CWF Mid-Atlantic après sa victoire sur Roo-D Lewis dans un Title vs. Hair match,. Il perd ce titre le 18 juillet face à Chase Dakota.
Le 22 septembre 2012, il bat Donnie Dollars pour devenir champion Télévision de la CWF Mid-Atlantic.
Le 7 mars 2013, il participe à un tournoi organisé par la Fire Star Pro Wrestling (FSPW) pour désigner le premier champion poids-lourds de la FSPW où il atteint la finale en éliminant Cedric Alexander puis Chris Lea avant d'échouer en finale face à The Kamakazi Kid. Le 1er juin, il perd son titre de champion Télévision de la CWF Mid-Atlantic face à Matthew de Nero. Le 20 juillet, il passe le premier tour de la Johnny Weaver Memorial Cup en éliminant Roy Wilkins et le 17 août il remporte ce tournoi en sortant Andrew Everett puis Lee Valiant en finale,.
Le 8 février 2014 au cours d'un spectacle de la CWF Mid-Atlantic, il bat Andrew Everett dans un match au meilleur des trois tombés pour devenir champion Ultra J de la Pro Wrestling International (PWI). Deux semaines plus tard, il participe au tournoi pour désigner le champion poids-lourds de l'Organization of Modern Extreme Grappling Arts (OMEGA) où il se fait éliminer dès le premier tour par Arik Royal. Son règne de champion Ultra J de la PWI prend fin le 7 juin après sa défaite face à Lance Lude. Il fait ensuite équipe avec Chet Sterling avec qui il détient le championnat par équipe de la CWF Mid-Atlantic du 27 décembre 2014 au 5 décembre 2015,. Entretemps, il remporte le championnat poids-lourds de l'OMEGA alors vacant le 2 mai après sa victoire sur C. W. Anderson et Matt Hardy et garde cette ceinture jusqu'au 21 novembre et sa défaite dans un match à trois l'opposant à Ethan Carter III et Matt Hardy remporté par ce dernier,.
Le 3 septembre 2018 lors de House of Hardcore 50, il bat John Skyler.
Le 28 septembre lors de AAW Jim Lynam Memorial Tournament Day-1, il perd contre Rich Swann .

### Pro Wrestling Guerrilla (2014-2019)
Le 28 mars 2014, il perd son premier match à la Pro Wrestling Guerrilla (PWG) face à Cedric Alexander et Andrew Everett le vainqueur de cet affrontement. Le 26 juillet, il remporte son premier match dans cette fédération face à Kevin Steen. Fin août, il participe au tournoi Battle of Los Angeles où il se hisse en demi-finale en éliminant Cedric Alexander au premier tour le 29 août puis Michael Elgin au second tour deux jours plus tard avant d'échouer le même jour face à Johnny Gargano,. Il a ensuite deux victoires face à des catcheurs établis dans cette fédération : d'abord Adam Cole le 17 octobre puis Chris Hero le 12 décembre,.
Le 27 février 2015, il obtient un match pour le championnat du monde de la PWG mais perd face à Roderick Strong. Il fait équipe avec Andrew Everett durant le tournoi DDT4 2015 qu'ils remportent pour devenir champion du monde par équipes de la PWG en éliminant Matt Sydal et Mike Bailey puis Rich Swann et Ricochet avant de battre Alex Reynolds et John Silver en finale. Leur règne prend fin le 26 juin face aux Young Bucks (Matt et Nick Jackson). Fin août, il atteint l second tour du tournoi Battle of Los Angeles après sa victoire sur Trent le 28 août mais échoue au tour suivant face à Marty Scurll deux jours plus tard,.

### Evolve Wrestling et Full Impact Pro (2014-2015)
Le 2 mai 2014, il est à la Full Impact Pro (FIP) où il remporte une bataille royale pour devenir challenger pour le titre de champion du monde poids-lourds de la FIP. Plus tard, son match de championnat a lieu où Trent Barretta conserve son titre. Le lendemain, il fait équipe avec John Skyler dans un match à élimination à quatre pour le championnat par équipe de la FIP où Gran Akuma (en) fait le tombé sur Lee, David Starr et JT Dunn gardent leur titre.

### Total Nonstop Action Wrestling/Global Force Wrestling/Impact Wrestling (2015-2019)

#### GFW Invasion (2015)
Le 12 août, il fait ses débuts à la Total Nonstop Action Wrestling, où il fait équipe avec Brian Myers en tant que membre de la Team GFW et ils perdent contre The Wolves (Davey Richards et Eddie Edwards). Le 2 septembre, ils battent The Wolves et remportent les TNA World Tag Team Championship après une intervention de Sonjay Dutt. La semaine suivante, ils perdent les titres contres The Wolves. Lors de Bound for Glory (2015), ils perdent contre The Wolves et ne remportent pas les TNA World Tag Team Championship.

#### TNA X Division Champion (2016-2017)
Le 2 février 2016, il fait son retour à la fédération et il bat Tigre Uno pour remporter le TNA X Division Championship avec l'aide de son nouveau manager Gregory Shane Helms. Le 10 août à Impact, Low Ki, Trevor Lee et Lashley battent Alberto El Patron, Sonjay Dutt et Matt Sydal.

#### Cult of Lee (2017-2018)
Il perd le titre de la X-Division le 9 novembre 2017 face à Taiji Ishimori.
Le 8 mars 2018  lors de Crossroads, Trevor Lee et Caleb Conley perdent contre LAX (Santana & Ortiz) et ne remportent pas les Impact World Tag Team Championship de ces derniers. Le 15 mars 2018 à Impact, il ne remporte pas le Feast or Fired match au profit de Eli Drake, EC3 et Petey Williams. Le 22 mars à Impact, il bat Fallah Bahh. Le 6 avril à Impact vs Lucha Underground, il bat Marty The Moth. Le 12 avril à Impact, il perd avec KM et Caleb Konley contre Fallah Bahh, Tyrus et Richard Justice.
Le 22 avril à Redemption, il perd un six-pack challenge contre Brian Cage impliquant également El Hijo del Fantasma, Dezmond Xavier, Taiji Ishimori et DJZ. Le 26 avril à Impact, il perd contre Brian Cage. Le 24 mai à Impact, il gagne avec Caleb Konley contre The Latin American Xchange,. Le 7 juin à Impact, il perd avec Caleb Konley contre Santana & Ortiz. Le 14 juin à Impact, il gagne avec Caleb Konley contre Fallah Bahh et KM.
Le 28 juin à Impact, il perd contre Rich Swann. Le 26 juillet à Impact, il perd contre Johnny Impact. Le 2 août à Impact, Eli Drake et Trevor Lee battent Grado et Joe Hendry.
Le 23 août à Impact, Trevor Lee & Caleb Konley veulent impressionner Eli Drake en battant deux jobbers mais ils sont pris par surprise et battu par ces derniers.

#### Face Turn et départ (2018)
Le 13 septembre à Impact, Lee et Konley perdent contre les Lucha Brothers. Le 20 septembre à Impact, Lee répond à l'Open Challenge de Eli Drake et perd contre ce dernier. Après cela, il effectue progressivement un Face Turn.
Le 11 octobre à Impact, il perd un Fatal-4 Way match incluant Puma King, Jack Evans et Petey Williams au profit de ce dernier. Le 18 octobre à Impact, il perd contre Ethan Page qui débutait à Impact. La semaine suivante à Impact, il perd contre Sami Callihan.
Lors de l'épisode de Impact Wrestling du 13 décembre, il perd contre Trey Miguel et ne se qualifie pas pour le Ultimate X.
Le 16 novembre 2018, son contrat avec Impact Wrestling prit fin. C'est le 1er janvier 2019 qu'il annonce sur Twitter qu'il ne signera pas de nouveau avec Impact.
Lors de l'épisode d'Impact du 3 janvier, il perd par soumission contre Killer Kross. Après le match, Kross fracasse un parpaing sur la tête de Lee..

### World Wrestling Entertainment (2019-2024)

#### NXT, champion Million Dollar et Nord-Américain de laNXT(2019-2023)
Le 13 janvier 2019, il annonce officiellement sa signature avec la World Wrestling Entertainment.
Le 3 juillet à NXT, il fait ses débuts dans le show jaune en battant Isiah "Swerve" Scott au premier tour du NXT Breakout Tournament.
Le 22 août 2020 à NXT TakeOver: XXX, il ne remporte pas le titre Nord-Américain de la NXT, battu par Damian Priest dans un Fatal 5-Way Ladder Match, qui inclut également Bronson Reed, Johnny Gargano et The Velveteen Dream.
Le 6 décembre à NXT TakeOver: WarGames, il perd face à Dexter Lumis dans un Strap Match. 
Le 7 avril 2021 à NXT TakeOver: Stand & Deliver, il perd un 6-Man Gauntlet Match face à Bronson Breed, qui inclut également Isiah "Swerve" Scott, LA Knight, Dexter Lumis et Leon Ruff, n'affrontant pas Johnny Gargano pour le titre Nord-Américain de la NXT le lendemain. Le 25 mai à NXT, il effectue un Face Turn, car LA Knight l'attaque. Le 13 juin à NXT TakeOver: In Your House, il ne remporte pas le titre Million Dollar de la NXT, battu par son même adversaire dans un Ladder Match. 
Le 22 août à NXT TakeOver 36, il devient le nouveau champion Million Dollar de la NXT en prenant sa revanche sur son opposant, remportant le titre pour la première fois de sa carrière. Le lendemain à NXT 2.0, il rend le titre à Ted DiBiase. 
Le 5 décembre à NXT TakeOver: WarGames, il bat Duke Hudson dans un Hair vs. Hair Match.
Le 2 avril 2022 à NXT TakeOver: Stand & Deliver (2022), il devient le nouveau champion Nord-Américain de la NXT en battant Carmelo Hayes, Santos Escobar, Solo Sikoa et Grayson Waller dans un Fatal 5-Way Ladder Match, remportant le titre pour la première fois de sa carrière. Le 4 juin à NXT TakeOver: In Your House, il perd face à Carmelo Hayes, ne conservant pas son titre et mettant fin à un règne de 63 jours.

#### Draft àSmackDown et départ(2023-2024)
Le 1er mai à Raw, lors du Draft, il est annoncé être officiellement transféré à SmackDown par Teddy Long. Le 12 mai à SmackDown, il dispute son premier match en battant Baron Corbin en 7 secondes.
Le 5 août à SummerSlam, il ne remporte pas la Slim Jim SummerSlam 25-Man Battle Royal, gagnée par LA Knight.
Le 23 avril 2024, Cameron Grimes est licencié par la WWE.

## Palmarès
- All American Wrestling (AAW)
  - 1 fois AAW Heritage Champion
  - 1 fois champion par équipes de la AAW avec Andrew Everett

- Carolina Wrestling Federation Mid-Atlantic (CWF Mid-Atlantic)
  - 1 fois champion poids-lourds de la CWF Mid-Atlantic (actuel)
  - 1 fois champion Rising Generation League de la CWF Mid-Atlantic[5]
  - 1 fois champion Télévision de la CWF Mid-Atlantic[76]
  - 1 fois champion par équipes de la CWF Mid-Atlantic avec Chet Sterling[77]
  - Johnny Weaver Cup 2013[9]

- Organization of Modern Extreme Grappling Arts (OMEGA)
  - 1 fois champion poids-lourds de l'OMEGA[78]

- Pro Wrestling Guerrilla (PWG)
  - 1 fois champion du monde par équipes de la PWG avec Andrew Everett[79]
  - Tournoi DDT4 2015 avec Andrew Everett[27]

- Pro Wrestling International (PWI)
  - 1 fois champion Ultra J[80]

- Total Nonstop Action Wrestling
  - 3 fois TNA X Division Champion[81]
  - 1 fois TNA World Tag Team Champion avec Brian Myers[82]
  - Race for the Case (2017 – Blue Case)

- World Wrestling Entertainment
  - 1 fois Million Dollar Championship
  - 1 fois NXT North American Championship

## Récompenses des magazines
- Pro Wrestling Illustrated

| Année | 2014 | 2015 | 2016 | 2017 | 2018 | 2019 | 2020 | 2021 | 2022 |
| ----- | ---- | ---- | ---- | ---- | ---- | ---- | ---- | ---- | ---- |
| Rang  | 294  | 350  | 61   | 62   | 123  | 208  | 134  | 150  | 123  |